# Superliga 2021/2022 (damvolleyboll, Albanien)
Superliga 2021/2022 var den 76:e upplagan av tävlingen, vilken utser de albanska mästarna i volleyboll. Tävlingen utspelade sig mellan 8 oktober 2021 och 7 maj 2022. I turneringen deltog åtta lag från Albaniens volleybollförbunds medlemsföreningar. KS Skënderbeu vann tävlingen för sjunde gången. KS Flamurtari Vlorë åkte ur serien. Lorgeta Avdyli var främsta poängvinnare med 234 poäng.

## Regelverk

### Format
Lagen spelade grundserie där alla möte alla, både hemma och borta:
- De första sex lagen gick vidare till slutspel i cupformat, de två första gick in i semifinalsrundan, övriga lag i kvartsfinalsrundan. I slutspelet spelades mötena i bäst av tre matcher.
- Det sjungde lag spelade kval mot tvåan i Kategoria 1 om en plats i Superliga
- Det sista laget åkte ur serien.

## Deltagande lag
| Klubb               | Stad    | Hemmaplan             | Föregående säsong                           |
| ------------------- | ------- | --------------------- | ------------------------------------------- |
| KS Apollonia        | Valona  | Pallati i Sportit     | 3:a i Grupi A1 (grupp A).                   |
| Barleti Volley      | Tirana  | Feti Borova           | 1:a i Grupi A1 (grupp A); semifinal.        |
| KS Flamurtari Vlorë | Valona  | Pallati i Sportit     | 4:a i Grupi A1 (grupp A).                   |
| KS Lushnjë          | Lushnjë | Palestra Farka Volley | 4:a i Grupi A1 (grupp B).                   |
| VK Partizani Tirana | Tirana  | Asllan Rusi           | 2:a i Grupi A1 (grupp B); albanska mästare. |
| KS Skënderbeu       | Coriza  | Tamara Nicolla        | 3:a i Grupi A1 (grupp B).                   |
| KV Tirana           | Tirana  | Farie Hoti            | 1:a i Grupi A1 (grupp B); final.            |
| KS Vllaznia         | Shkodra | Qazim Dervishi        | 2:a i Grupi A1 (grupp A); semifinal.        |

## Turneringen

### Grundserien

#### Resultat[3]
| Första omgången |                        |     |                     |
|                 |                        |     |                     |
| 08-10           | Lushnja - Tirana       | 0-3 | 18-25, 17-25, 21-25 |
| 09-10           | Skenderbeu - Apollonia | 3-0 | 25-14, 25-6, 25-15  |
| 08-10           | Partizani - Flamurtari | 3-0 | 25-4, 25-20, 25-11  |
| 08-10           | Vllaznia - Barleti     | 3-0 | 25-14, 25-21, 25-23 |

| Andra omgången |                        |     |                            |
|                |                        |     |                            |
| 15-10          | Tirana - Barleti       | 1-3 | 25-17, 14-25, 25-27, 14-25 |
| 17-10          | Flamurtari - Vllaznia  | 1-3 | 25-23, 15-25, 18-25, 15-25 |
| 15-10          | Skenderbeu - Partizani | 3-0 | 25-4, 25-20, 25-18         |
| 17-10          | Lushnja - Apollonia    | 0-3 | 23-25, 25-27, 18-25        |

| Tredje omgången |                       |     |                     |
|                 |                       |     |                     |
| 24-10           | Tirana - Apollonia    | 3-0 | 25-15, 25-14, 25-13 |
| 22-10           | Partizani - Lushnja   | 3-0 | 25-10, 25-14, 25-14 |
| 22-10           | Vllaznia - Skenderbeu | 0-3 | 17-25, 16-25, 7-25  |
| 24-10           | Barleti - Flamurtari  | 3-0 | 25-13, 25-18, 25-17 |

| Fjärde omgången |                       |     |                            |
|                 |                       |     |                            |
| 31-10           | Tirana - Flamurtari   | 3-0 | 25-9, 25-12, 25-5          |
| 29-10           | Skenderbeu - Barleti  | 3-0 | 25-13, 25-17, 25-18        |
| 31-10           | Lushnja - Vllaznia    | 1-3 | 18-25, 23-25, 25-19, 23-25 |
| 29-10           | Partizani - Apollonia | 3-0 | 25-19, 25-15, 25-15        |

| Femte omgången |                         |     |                            |
|                |                         |     |                            |
| 05-11          | Partizani - Tirana      | 1-3 | 27-25, 13-25, 17-25, 19-25 |
| 05-11          | Vllaznia - Apollonia    | 3-1 | 23-25, 25-22, 25-14, 25-20 |
| 07-11          | Barleti - Lushnja       | 3-1 | 28-30, 25-13, 25-12, 25-18 |
| 07-11          | Flamurtari - Skenderbeu | 0-3 | 9-25, 7-25, 12-25          |

| Sjätte omgången |                      |     |                                   |
|                 |                      |     |                                   |
| 12-11           | Tirana - Skenderbeu  | 0-3 | 22-25, 13-25, 25-27               |
| 14-11           | Lushnja - Flamurtari | 3-0 | 25-18, 25-18, 25-21               |
| 14-11           | Barleti - Apollonia  | 3-0 | 25-11, 25-15, 25-16               |
| 12-11           | Partizani - Vllaznia | 2-3 | 23-25, 18-25, 25-17, 25-16, 16-18 |

| Sjunde omgången |                        |     |                            |
|                 |                        |     |                            |
| 19-11           | Vllaznia - Tirana      | 0-3 | 25-27, 21-25, 22-25        |
| 19-11           | Barleti - Partizani    | 3-1 | 25-14, 23-25, 25-22, 25-13 |
| 24-11           | Flamurtari - Apollonia | 0-3 | 18-25, 10-25, 18-25        |
| 19-11           | Skenderbeu - Lushnja   | 3-0 | 25-13, 25-13, 25-14        |

| Åttonde omgången |                        |     |                     |
|                  |                        |     |                     |
| 04-02            | Tirana - Lushnja       | 3-0 | 25-9, 25-0, 25-0    |
| 06-02            | Apollonia - Skenderbeu | 0-3 | 10-25, 9-25, 10-25  |
| 06-02            | Flamurtari - Partizani | 0-3 | 22-25, 6-25, 8-25   |
| 04-02            | Barleti - Vllaznia     | 3-0 | 25-11, 25-15, 25-19 |

| Nionde omgången |                        |     |                            |
|                 |                        |     |                            |
| 11-02           | Barleti - Tirana       | 0-3 | 15-25, 19-25, 14-25        |
| 13-02           | Vllaznia - Flamurtari  | 3-0 | 25-11, 25-14, 27-25        |
| 11-02           | Partizani - Skenderbeu | 1-3 | 15-25, 19-25, 25-15, 14-25 |
| 13-02           | Apollonia - Lushnja    | 0-3 | 16-25, 15-25, 18-25        |

| Tionde omgången |                       |     |                     |
|                 |                       |     |                     |
| 23-02           | Apollonia - Tirana    | 0-3 | 14-25, 6-25, 9-25   |
| 20-02           | Lushnja - Partizani   | 0-3 | 18-25, 24-26, 14-25 |
| 22-02           | Skenderbeu - Vllaznia | 3-0 | 25-19, 25-16, 25-15 |
| 20-02           | Flamurtari - Barleti  | 0-3 | 14-25, 12-25, 18-25 |

| Elfte omgången |                       |     |                            |
|                |                       |     |                            |
| 09-03          | Flamurtari - Tirana   | 0-3 | 15-25, 10-25, 12-25        |
| 09-03          | Barleti - Skenderbeu  | 3-1 | 25-23, 18-25, 25-22, 25-23 |
| 25-02          | Vllaznia - Lushnja    | 3-0 | 25-19, 25-21, 25-17        |
| 25-02          | Partizani - Apollonia | 3-0 | 25-11, 25-15, 25-11        |

| Tolfte omgången |                         |     |                            |
|                 |                         |     |                            |
| 11-03           | Tirana - Partizani      | 3-0 | 25-17, 25-22, 25-19        |
| 11-03           | Apollonia - Vllaznia    | 0-3 | 17-25, 18-25, 13-25        |
| 13-03           | Lushnja - Barleti       | 3-1 | 25-22, 25-21, 19-25, 25-12 |
| 13-03           | Skenderbeu - Flamurtari | 3-0 | 25-10, 25-11, 25-6         |

| Trettonde omgången |                      |     |                     |
|                    |                      |     |                     |
| 17-03              | Skenderbeu - Tirana  | 3-0 | 25-16, 25-20, 25-23 |
| 16-03              | Flamurtari - Lushnja | 0-3 | 14-25, 14-25, 13-25 |
| 16-03              | Apollonia - Barleti  | 0-3 | 14-25, 14-25, 17-25 |
| 16-03              | Vllaznia - Partizani | 0-3 | 20-25, 10-25, 15-25 |

| Fjortonde omgången |                        |     |                     |
|                    |                        |     |                     |
| 20-03              | Tirana - Vllaznia      | 3-0 | 25-18, 25-16, 25-12 |
| 20-03              | Partizani - Barleti    | 3-0 | 25-21, 25-20, 25-15 |
| 20-03              | Apollonia - Flamurtari | 3-0 | 25-21, 25-21, 25-14 |
| 20-03              | Lushnja - Skenderbeu   | 0-3 | 12-25, 19-25, 22-25 |

##### Sluttabell[4]
| Pos. | Lag                 | P  | S  | V  | F  | VS | FS | Kvot   | VP    | FP    | Kvot  |
| ---- | ------------------- | -- | -- | -- | -- | -- | -- | ------ | ----- | ----- | ----- |
| 1.   | KS Skënderbeu       | 39 | 14 | 13 | 1  | 40 | 4  | 10,000 | 1 085 | 677   | 1,603 |
| 2.   | KV Tirana           | 33 | 14 | 11 | 3  | 34 | 10 | 3,400  | 1 049 | 741   | 1,416 |
| 3.   | Barleti Volley      | 27 | 14 | 9  | 5  | 28 | 19 | 1,474  | 1 053 | 936   | 1,125 |
| 4.   | VK Partizani Tirana | 25 | 14 | 8  | 6  | 29 | 18 | 1,611  | 1 031 | 891   | 1,157 |
| 5.   | KS Vllaznia         | 23 | 14 | 8  | 6  | 24 | 23 | 1,043  | 987   | 1 015 | 0,972 |
| 6.   | KS Lushnjë          | 12 | 14 | 4  | 10 | 14 | 31 | 0,452  | 856   | 1 027 | 0,833 |
| 7.   | KS Apollonia        | 9  | 14 | 3  | 11 | 10 | 33 | 0,303  | 713   | 1 016 | 0,702 |
| 8.   | KS Flamurtari Vlorë | 0  | 14 | 0  | 14 | 1  | 42 | 0,024  | 604   | 1 075 | 0,562 |

      Vidare till semifinal.
      Vidare till kvartsfinal.
      Vidare till kval.
      Nedflyttade till I Kategoria.

### Slutspel

#### Spelschema
|  | Kvartsfinaler | Kvartsfinaler       | Kvartsfinaler | Kvartsfinaler | Kvartsfinaler |  |  | Semifinaler | Semifinaler         | Semifinaler | Semifinaler | Semifinaler |   |   | Final | Final         | Final | Final | Final | Final | Final |  |
|  |               |                     |               |               |               |  |  |             |                     |             |             |             |   |   |       |               |       |       |       |       |       |  |
|  |               |                     |               |               |               |  |  | 1           | KS Skënderbeu       | 3           | 3           |             |   |   |       |               |       |       |       |       |       |  |
|  | 4             | VK Partizani Tirana | 3             | 3             |               |  |  | 5           | VK Partizani Tirana | 0           | 0           |             |   |   |       |               |       |       |       |       |       |  |
|  | 5             | KS Vllaznia         | 1             | 0             |               |  |  |             |                     |             |             |             |   |   | 1     | KS Skënderbeu | 3     | 0     | 3     | 3     |       |  |
|  |               |                     |               |               |               |  |  |             |                     | 3           | KV Tirana   | 0           | 3 | 0 | 1     |               |       |       |       |       |       |  |
|  |               |                     |               |               |               |  |  | 2           | KV Tirana           | 3           | 3           |             |   |   |       |               |       |       |       |       |       |  |
|  | 3             | Barleti Volley      | 3             | 3             |               |  |  | 3           | Barleti Volley      | 0           | 0           |             |   |   |       |               |       |       |       |       |       |  |
|  | 6             | KS Lushnjë          | 0             | 0             |               |  |  |             |                     |             |             |             |   |   |       |               |       |       |       |       |       |  |

#### Resultat

##### Kvartsfinaler[5]
| Match 1 |                      |     |                            |
|         |                      |     |                            |
| 23-03   | Barleti - Lushnja    | 3-0 | 25-19, 25-18, 25-18        |
| 23-03   | Partizani - Vllaznia | 3-1 | 22-25, 25-21, 25-15, 25-15 |

| Match 2 |                      |     |                     |
|         |                      |     |                     |
| 27-03   | Lushnja - Barleti    | 0-3 | 22-25, 22-25, 15-25 |
| 27-03   | Vllaznia - Partizani | 0-3 | 17-25, 12-25, 20-25 |

##### Semifinaler[6]
| Match 1 |                        |     |                     |
|         |                        |     |                     |
| 14-04   | Skenderbeu - Partizani | 3-0 | 25-11, 25-22, 25-22 |
| 14-04   | Tirana - Barleti       | 3-0 | 25-18, 25-12, 25-12 |

| Match 2 |                        |     |                     |
|         |                        |     |                     |
| 17-04   | Partizani - Skenderbeu | 0-3 | 21-25, 12-25, 22-25 |
| 17-04   | Barleti - Tirana       | 0-3 | 16-25, 23-25, 20-25 |

##### Final[6]
| Match 1 |                     |     |                     |
|         |                     |     |                     |
| 28-04   | Skenderbeu - Tirana | 3-0 | 27-25, 25-15, 25-21 |

| Match 2 |                     |     |                     |
|         |                     |     |                     |
| 01-05   | Tirana - Skenderbeu | 3-0 | 25-18, 25-20, 26-24 |

| Match 3 |                     |     |                     |
|         |                     |     |                     |
| 04-05   | Skenderbeu - Tirana | 3-0 | 27-25, 25-17, 25-22 |

| Match 4 |                     |     |                            |
|         |                     |     |                            |
| 07-05   | Tirana - Skenderbeu | 1-3 | 19-25, 23-25, 26-24, 23-25 |

### Kval[7]

#### Resultat
| Match 1 |                    |     |                     |
|         |                    |     |                     |
| 13-04   | Apollonia - Korabi | 3-0 | 25-16, 25-22, 25-21 |

| Match 2 |                    |     |                     |
|         |                    |     |                     |
| 17-04   | Korabi - Apollonia | 0-3 | 20-25, 16-25, 23-25 |

## Statistik[8]
| Vunna poäng | Vunna poäng          | Vunna poäng | Vunna poäng    |
| Pos.        | Namn                 | Poäng       | Lag            |
| ----------- | -------------------- | ----------- | -------------- |
| 1           | Lorgeta Avdyli       | 234         | Barleti Volley |
| 2           | Anastasija Atepalina | 223         | KS Skënderbeu  |
| 3           | Dayra Auramchyk      | 222         | KS Skënderbeu  |
| 4           | Elena Bego           | 205         | KS Skënderbeu  |
| 5           | Emirjeta Xhyliu      | 193         | KS Lushnjë     |
| 6           | Antoneta Molla       | 176         | KV Tirana      |
| 7           | Esmeralda Tuci       | 174         | KS Vllaznia    |
| 8           | Stela Agolli         | 172         | KS Skënderbeu  |
| 9           | Enkeleda Braho       | 169         | Barleti Volley |
| 10          | Paola Gjata          | 165         | KS Skënderbeu  |

| Vunna attacker | Vunna attacker       | Vunna attacker | Vunna attacker      |
| Pos.           | Namn                 | Poäng          | Lag                 |
| -------------- | -------------------- | -------------- | ------------------- |
| 1              | Dayra Auramchyk      | 194            | KS Skënderbeu       |
| 2              | Lorgeta Avdyli       | 179            | Barleti Volley      |
| 3              | Emirjeta Xhyliu      | 176            | KS Lushnjë          |
| 4              | Elena Bego           | 175            | KS Skënderbeu       |
| 5              | Antoneta Molla       | 156            | KV Tirana           |
| 6              | Stela Agolli         | 154            | KS Skënderbeu       |
| 7              | Enkeleda Braho       | 150            | Barleti Volley      |
| 8              | Anastasija Atepalina | 148            | KS Skënderbeu       |
| 9              | Esmeralda Tuci       | 139            | KS Vllaznia         |
| 10             | Elisa Beshiri        | 138            | VK Partizani Tirana |

| Vunna block | Vunna block          | Vunna block | Vunna block         |
| Pos.        | Namn                 | Poäng       | Lag                 |
| ----------- | -------------------- | ----------- | ------------------- |
| 1           | Anastasija Atepalina | 54          | KS Skënderbeu       |
| 2           | Joana Kushi          | 28          | VK Partizani Tirana |
| 3           | Brisilda Hasanaj     | 27          | KS Lushnjë          |
| 4           | Oltisia Beqiraj      | 24          | KS Apollonia        |
| 5           | Xeniya Kuryerova     | 23          | KS Skënderbeu       |
| 6           | Klavia Petëza        | 21          | VK Partizani Tirana |
| 7           | Xhenifer Pira        | 20          | KV Tirana           |
| 8           | Paola Gjata          | 19          | KS Skënderbeu       |
| 8           | Renee Oestreich      | 19          | KV Tirana           |
| 10          | Elsa Disha           | 18          | Barleti Volley      |
| 10          | Iris Bardeli         | 18          | KS Vllaznia         |

| Serveess | Serveess             | Serveess | Serveess            |
| Pos.     | Namn                 | Poäng    | Lag                 |
| -------- | -------------------- | -------- | ------------------- |
| 1        | Xeniya Kuryerova     | 55       | KS Skënderbeu       |
| 2        | Lorgeta Avdyli       | 44       | Barleti Volley      |
| 3        | Paola Gjata          | 29       | KS Skënderbeu       |
| 4        | Erina Kuqi           | 27       | KS Lushnjë          |
| 5        | Anastasija Atepalina | 21       | KS Skënderbeu       |
| 5        | Kristela Capo        | 21       | Barleti Volley      |
| 5        | Xhenifer Pira        | 21       | KV Tirana           |
| 5        | Esmeralda Tuci       | 21       | KS Vllaznia         |
| 9        | Elena Bego           | 20       | KS Skënderbeu       |
| 10       | Sarah Beci           | 19       | KS Vllaznia         |
| 10       | Asli Kocoglu         | 19       | VK Partizani Tirana |
| 10       | Klodeta Zhivani      | 19       | KS Vllaznia         |